# سیارک ۲۰۶۲۵
سیارک ۲۰۶۲۵ (به انگلیسی: 20625 Noto، نامگذاری:1999TG20) بیست هزار و ششصد و بیست و پنجمین سیارک کشف شده‌است که در ۹ اکتبر ۱۹۹۹ کشف شد.
قدر مطلق سیارک برابر ۱۳٫۸۰ است.